# Microcerberidae
Microcerberidae (лат.) — семейство равноногих ракообразных (Isopoda). Мелкие рачки, ведущие интерстициальный образ жизни в морских и пресных водоемах. Представителей этого семейства отличает червеобразная форма тела, два свободных плеонита и необычное строение плеоподов. В пределах Microcerberidae описано 46 видов.

## Строение тела

### Членение и форма тела
Форма тела червеобразная: длина тела намного превосходит её ширину. При этом взрослые рачки имеют размеры от 0,7 до 2,5 мм.
Членение тела обычного для Asellota типа. Голова (синцефалон) не сливается с первым переонитом. Голова относительно вытянута и, как правило, лишена каких-либо выростов. Лишь у Mexicerberus был обнаружен длинный «носовой» вырост (рострум) и пара выростов по бокам головы.
Переониты не подвергаются редукции и не сливаются между собой. Внешне (по размерам и форме) среди переонитов выделяются передний переонит (несущий гнатоподы), узкие переониты 2-4 и крупные переониты 5-7.
Плеон состоит из плеотельсона и двух свободных плеонитов перед ним. Свободные плеониты обычно хорошо выражены и вытянуты, однако у Mexicerberus они укорочены и частично слиты с плеотельсоном. Тельсон отсутствует, и анус открывается терминально.

### Конечности
Антеннулы короткие, малочлениковые. Антенны более длинные и, в отличие от антенн большинства Asellota, одноветвистые.
Ротовой аппарат грызущего типа. Для Microcerberidae характерен одночлениковый короткий щупик мандибул. Ногочелюсти необычной для Asellota формы: внутренняя пластинка небольшая и не несет крючковидные щетинки, удерживающие вместе эти конечности у других представителей подотряда.
Переоподы крепятся к телу на боковой или спинной стороне переонитов. Переоподы первой пары всегда несут массивную ложную клешню у особей обоих полов. Остальные переоподы друг от друга по форме не отличаются. Тем не менее, эти переоподы различаются способом крепления к телу. Так, конечности переонитов 2-4 обладают хорошо выраженными тазиками (coxa), которые имеют характерный вид направленных вперед шипов у морских представителей семейства. Коксы задних переоподов значительно редуцированы.
Плеоподы подвергаются значительным видоизменениям по сравнению с исходным для Asellota вариантом. Первый плеопод отсутствует у самок (что характерно для всех Asellota), но также он отсутствует и у самцов большинства видов, кроме Mexicerberus и Bulgarocerberus. В этих двух родах первые плеоподы самцов значительно отстоят от жаберной камеры и одноветвистые. Кроме того, у самок отсутствует и вторая пара плеоподов. Эти конечности у самцов двуветвисты и составляют совокупительный аппарат: сложно и разнообразно устроенный эндоподит используется при копуляции, однако небольшой по размеру экзоподит при этом, видимо, не участвует в управлении эндоподитом (как это характерно для других Asellota, кроме Atlantasellus). Третьи плеоподы одноветвистые, играют роль крышечки, прикрывающей четвертую пару плеоподов, которая составляет единственную пару жаберных плеоподов. Четвёртые плеоподы двуветвистые, и часто к двум ветвям добавляется третья лопасть, способствующая, вероятно, увеличению площади дыхательной поверхности. Пятые плеоподы подвергаются у всех Microcerberidae полной редукции.
Уроподы одно- или двуветвистые, палочковидные, умеренной длины.

### Органы чувств
Глаза отсутствуют. Короткие антеннулы несут небольшое число эстетасков. По телу разбросаны щетинки.

## Размножение
Все Microcerberidae раздельнополы. Самки почти не отличаются от самцов внешне за исключением отсутствия пенисов и вторых плеоподов.
У самцов есть парные пенисы на седьмом переоните, которые каким-то образом передают спермии в эндоподит второго плеопода самца. Сам совокупительный орган (эндоподит второго плеопода) имеет самую разнообразную форму от простого шипа до разветвленной структуры с несколькими отростками. Оплодотворение, очевидно, внутреннее, и самка несет пару отверстий на брюшной стороне пятого переонита, используемых, видимо, при копуляции. Необычной особенностью Microcerberidae является то, что оостегиты, составляющие обычно выводковую сумку у самок, в этом семействе отсутствуют. Яйца, таким образом, должны либо откладываться прямо в грунт, либо развиваться в теле самки, либо при откладке оставаться прикрепленными к самке без защиты оостегитов. Попытки прямых наблюдений, однако, не предпринимались.

## Образ жизни
Подавляющее большинство видов Microcerberidae ведут интерстициальный образ жизни в песках. При этом основную часть видового разнообразия составляют виды рода Coxicerberus, обитающие в морских прибрежных песках. Большинство других видов рода заселяют пески пресных подземных водоемов. Mexicerberus, видимо, обитает не в интерстициали, но, тем не менее, как и некоторые другие представители семейства, найден в пещере. По современным представлениям морская среда является исходной для семейства. Распространение представителей семейства всесветное, хотя в высоких широтах они не встречаются.
Все виды семейства свободноживущие. Питаются, потребляя детрит.

## Родственные связи и филогения
Эти крайне своеобразные рачки имеют целый ряд синапоморфий и долгое время считались родственниками другой группы червеобразных изопод — Anthuroidea. Позднее было признано, что сходство это имеет поверхностный характер, и Microcerberidae стали сближать с Asellota. По деталям строения плеоподов, но не по внешнему облику Microcerberidae близки к видам рода Atlantasellus. Предполагается, что это сходство унаследованное. Однако связи этой группы (Microcerberidae + Atlantasellus) с другими Asellota остаются предметом дискуссий. Противоречия сводятся к двум гипотезам:
- сестринские отношениях этой группы (формально выделяемой в этом случае в отдельный подотряд «Microcerberidea») и всех Asellota[12][21];
- близость Microcerberidae и Atlantasellus к Stenasellidae[4][5][18].

Филогенетические связи внутри семейства также пока с уверенностью не установлены. По предложенной гипотезе на основании морфологических признаков предполагается, что большинство морских видов образуют одну кладу (род Coxicerberus), и исходной средой обитания для Microcerberidae являются пресные воды. Эти представления, однако, были подвергнуты критике, поскольку основаны на небольшом числе признаков, и предполагается обратный процесс освоения водоемов: из моря в континентальные воды.

## Система
В зависимости от точки зрения на ранг группировки Microcerberidae + Atlantasellus, Microcerberidae либо входят в состав Asellota, либо в состав Microcerberidea. К семейству относятся 46 описанных видов, десятки видов ждут своего описания. Описанные виды распределены по следующим родам:
- Afrocerberus Wägele, 1983: 1 вид (Южная Африка)
- Bulgarocerberus Baldari et Argano, 1984: 1 вид (Болгария)
- Coxicerberus Wägele, Voelz et Vaun McArthur, 1995: 33 вида (всесветно)
- Isoyvesia Özdikmen, 2009: 1 вид (Куба)
- Mexicerberus Schultz, 1974: 1 вид (Мексика)
- Microcerberus Karaman, 1933: 5 видов (Европа, Сев. Америка)
- Protocerberus Wägele, 1983: 1 вид (Южная Африка)
- Вне системы (incertae sedis): 2 вида (Африка)